# Synemosyna maddisoni
Synemosyna maddisoni là một loài nhện trong họ Salticidae.
Loài này thuộc chi Synemosyna. Synemosyna maddisoni được Cutler miêu tả năm 1985.